# JUDY AND MARY
JUDY AND MARY （日语：ジュディ・アンド・マリー） 日本搖滾樂隊，簡稱「JAM」。1992年樂團成立，1993年2月正式出道，2001年3月「WARP TOUR」巡演後宣佈解散。

## 主要成員
- YUKI - 主唱
- TAKUYA - 吉他手
- 恩田快人 - 隊長、貝士手
- 五十嵐公太 - 鼓手

### 中途退出成員
- TAIJI（藤本泰司） - 吉他手
- RALPH（五十嵐公太正式出道前的藝名） - 鼓手

## 簡介
1991年6月，以重金屬搖滾樂團「JACKS'N'JOKER」身份出道的恩田快人，在前往北海道參與電影『いつかギラギラする日』的拍攝時，結識了那時擔當臨時演員的YUKI。YUKI在電影工作人員聚會時，向恩田表示「真想參加樂隊，該怎麼辦才好呢?（バンドをやりたいけどどうすればいいのかわからない）」。其後，恩田試聽了YUKI的樣本歌曲後，十分喜歡YUKI的歌聲，於是邀請了YUKI擔任主音。1992年2月，YUKI、恩田和藤本泰司組成了初期的JUDY AND MARY樂團。
同年4月，發表第一張樂團專輯「BE AMBITIOUS」。11月，五十嵐公太正式加入樂團，擔任鼓手。樂團當時的所有唱片製作費、演出支出全由恩田一人負擔，並支付團員的報酬金。

## 作品
出道後由Epic Records Japan作為唱片公司。

### 單曲
|      | 發表日期       | 歌曲名稱                      |
| 1st  | 1993年9月22日  | POWER OF LOVE                 |
| 2nd  | 1993年11月21日 | BLUE TEARS                    |
| 3rd  | 1994年4月21日  | DAYDREAM／キケンな2人         |
| 4th  | 1994年8月21日  | Hello! Orange Sunshine／RADIO |
| 5th  | 1994年11月2日  | Cheese "PIZZA"／クリスマス    |
| 6th  | 1995年1月21日  | 小さな頃から／自転車          |
| 7th  | 1995年6月19日  | Over Drive                    |
| 8th  | 1995年10月21日 | ドキドキ                      |
| 9th  | 1996年2月19日  | そばかす 浪客劍心 主題曲      |
| 10th | 1996年10月28日 | クラシック                    |
| 11th | 1997年2月21日  | くじら12号                    |
| 12th | 1997年5月21日  | ラブリーベイベー              |
| 13th | 1997年10月15日 | LOVER SOUL                    |
| 14th | 1998年2月11日  | 散步道                        |
| 15th | 1998年4月1日   | ミュージック ファイター       |
| 16th | 1998年9月9日   | イロトリドリ ノ セカイ        |
| 17th | 1998年11月11日 | 手紙をかくよ                  |
| 18th | 2000年2月23日  | Brand New Wave Upper Ground   |
| 19th | 2000年7月5日   | ひとつだけ                    |
| 20th | 2000年11月22日 | motto                         |
| 21st | 2001年1月24日  | ラッキープール                |
| 22nd | 2001年3月9日   | PEACE -strings version-       |

### 專輯

#### 原創專輯
| '   | 發表日期      | 專輯名稱         |
| 1st | 1994年1月21日 | J・A・M          |
| 2nd | 1994年12月1日 | ORANGE SUNSHINE  |
| 3rd | 1995年12月4日 | MIRACLE DIVING   |
| 4th | 1997年3月26日 | THE POWER SOURCE |
| 5th | 1998年6月24日 | POP LIFE         |
| 6th | 2001年2月7日  | WARP             |

#### 迷你專輯
| 發表日期       | 專輯名稱     |
| 2000年12月16日 | BE AMBITIOUS |

#### 精選專輯
| '   | 發表日期      | 專輯名稱                         |
| 1st | 2000年3月23日 | FRESH                            |
| 2nd | 2001年5月23日 | The Great Escape -COMPLETE BEST- |
| 3rd | 2006年2月8日  | COMPLETE BEST ALBUM「FRESH」     |

#### 現場專輯
| '   | 發表日期      | 專輯名稱      |
| 1st | 1999年3月31日 | 44982 VS 1650 |

#### 合輯
| '   | 發表日期      | 專輯名稱                                                      |
| 1st | 2001年9月19日 | 1992 JUDY AND MARY -BE AMBITIOUS + It's A Gaudy It's A Gross- |

| '   | 發表日期      | 專輯名稱                                     |
| 2nd | 2009年3月18日 | JUDY AND MARY 15th Anniversary Tribute Album |

| '   | 發表日期     | 專輯名稱                             |
| 3rd | 2009年8月5日 | 15th Anniversary Complete Single Box |

- 收錄出道以來全22首單曲作品（12cm唱盤＋獨立紙袋包裝）和付送15周年記念T恤，為樂團組成15周年紀念商品。限定盤。

### DVD・VHS・LD

#### 影片集
1. HYPER 90'S JAM TV (VHS/LD：1994/12/12)
2. ミュージック ファイター (VHS：1998/04/01)
3. 手紙をかくよ (VHS：1998/11/11)
4. Brand New Wave Upper Ground (VHS/DVD：2000/04/19)
5. mottö (VHS/DVD：2000/12/06)
6. JUDY AND MARY ALL CLIPS -JAM COMPLETE VIDEO COLLECTION- (VHS/DVD：2001/02/21　DVD再発：2003/11/19)
7. PEACE (VHS/DVD：2001/06/06)

#### 演唱會
1. It's A Gaudy It's A Gross (VHS：1995/02/01)
2. MIRACLE NIGHT DIVING TOUR 1996 (VHS/LD：1996/12/09　DVD：2000/04/19)
3. THE POWER STADIUM DESTROY '97 (VHS：1997/12/01　DVD：2000/04/19)
4. POP LIFE SUICIDE 1 (VHS/DVD：1999/04/21)
5. POP LIFE SUICIDE 2 (VHS/DVD：1999/05/21)
6. WARP TOUR FINAL (VHS/DVD：2001/05/09　DVD再發行：2003/11/19)